# 新北市蘆洲區蘆洲國民小學
新北市蘆洲區蘆洲國民小學是一所位在新北市蘆洲區的公立小學，是蘆洲成立的第一所國民小學。

## 校史
- 1897年（日明治30年），2月22日淡水國語傳習所（今新北市淡水區淡水國民小學）和尚洲分教場設立。
- 1898年（日明治31年），10月改稱為和尚洲公學校。
- 1903年（日明治36年），3月舉行第一屆畢業典禮。
- 1941年（日昭和15年），4月改稱和尚洲國民學校。
- 1942年（日昭和16年），4月增設高等科（一、二屆）。
- 1945年（民國34年），新設門牌，地址為「樓厝路177號」
- 1946年（民國35年），11月改稱為蘆洲國民學校。
- 1967年（民國56年）10月，門牌地址從樓厝路177號改為「中正路90號」[1]。
- 1961年（民國50年），7月奉令為台北縣視聽教育示範國校中心。
- 1965年（民國54年），7月奉令為重點輔導國校。
- 1968年（民國57年），8月更名為蘆洲國民小學至今。
- 1978年（民國67年）4月，因門牌整編，地址改為「中正路100號」。
- 1999年（民國88年）8月，由陳敬定校長籌劃創辦臺北縣蘆洲市蘆洲國民小學附設幼稚園，委請本校總務處輔導室協助輔導成立

## 歷任校長
| 任次 | 姓名   | 任期                              | 經歷 |
| ---- | ------ | --------------------------------- | ---- |
| 1    | 葉竹林 | 民國34年10月—民國41年8月          |      |
| 2    | 朱鶴壽 | 民國41年8月—民國42年3月           |      |
| 代理 | 葉竹林 | 民國42年3月—民國45年2月           |      |
| 3    | 李兩儀 | 民國45年2月—民國51年8月           |      |
| 4    | 沈樹模 | 民國51年8月—民國58年11月          |      |
| 代理 | 葉圓璧 | 民國58年11月—民國59年3月          |      |
| 5    | 吳衡山 | 民國59年3月—民國65年8月           |      |
| 6    | 連文奎 | 民國65年8月—民國71年8月           |      |
| 7    | 李存書 | 民國71年8月－民國76年2月          |      |
| 代理 | 葉圓璧 | 民國76年2月—民國76年9月           |      |
| 8    | 許連興 | 民國76年9月—民國82年2月           |      |
| 9    | 張連寶 | 民國82年2月—民國86年2月           |      |
| 代理 | 鄭益州 | 民國86年2月－民國86年8月          |      |
| 10   | 陳敬定 | 民國86年8月—民國94年8月           |      |
| 11   | 柯份   | 民國94年8月—民國100年11月11日     |      |
| 代理 | 劉能賢 | 民國100年11月11日—民國101年8月1日 |      |
| 12   | 鄒惠娟 | 民國101年8月1日—民國109年8月      |      |
| 13   | 陳明利 | 民國109年8月1日—現今              |      |

## 學區

### 所屬學區
中原里9至24鄰、光明里（15鄰除外）、保和里、仁復里、得勝里、光華里、中華里、中路里、得仁里、樹德里、民和里

## 外部連結
- 新北市蘆洲區蘆洲國民小學 （页面存档备份，存于）